# Maria del Mar Bonet i Verdaguer
Maria del Mar Bonet i Verdaguer (Palma, Mallorca, 27 d'abril de 1947) és una cantant mallorquina especialitzada en música tradicional, tant mallorquina com d'arreu del Mediterrani, i en la musicació de poesia. Debutant com a cantant en els anys 60 va formar part del moviment de la Nova Cançó. És també pintora i ha editat el llibre de poesia Secreta veu amb pintures pròpies.

## Biografia
És filla del periodista, novel·lista, pintor i autor teatral palmesà Joan Bonet Gelabert. Des de petita va aprendre cançons tradicionals de les Balears. Entre els 11 i els 13 anys va formar part de la coral Stella Maris fundada i dirigida pel mestre Llorenç Galmés, músic menorquí i investigador del folklore musical de Menorca, que deixa una gran empremta en aquests primers anys de formació musical. Posteriorment va rebre classes de guitarra. De fet, des de molt jove volia ser ceramista, però una sèrie d'esdeveniments la van portar cap al món professional de la cançó.

## Trajectòria professional
Bonet va iniciar la seva trajectòria musical el 1965 amb un concert en solitari a Palma, després d'haver participat en el I Festival de la Nova Cançó. L'any següent es traslladà a Barcelona per estudiar ceràmica i s'incorporà a Els Setze Jutges, debutant al bar l'Ovella Negra. Va compaginar la feina a una fàbrica de ceràmica amb recitals i enregistrà el seu primer senzill, Cançons de Menorca. El 1968, la censura franquista li prohibí la interpretació de «Què volen aquesta gent?» Durant els anys setanta, començà a actuar internacionalment i assolí èxit amb el disc Maria del Mar Bonet (1971), que incloïa «L'àguila negra». També va participar en el primer Canet Rock (1975) i inicià una sèrie de concerts a la plaça del Rei de Barcelona, que es van mantenir fins al 2001.
Als anys vuitanta, aprofundí en la música mediterrània i nord-africana amb discos com Anells d'aigua (1985) i col·laboracions amb Milton Nascimento. També va explorar la dansa amb Nacho Duato i va introduir elements jazzístics en Ben a prop (1988). Als noranta, col·laborà amb Theodorakis i Zulfu Livanelli, explorà la música mediterrània a Salmaia (1995) i celebrà el seu 30è aniversari artístic amb El cor del temps (1997), enregistrat en un concert al Palau Sant Jordi.
Durant els anys 2000, amplià el seu reconeixement internacional amb gires a Europa, Amèrica i l'Àsia. Va enregistrar Raixa (2001), un directe commemoratiu dels concerts a la plaça del Rei, i Amic, Amat (2004), amb influències medievals i orientals. La seva col·laboració amb Miguel Poveda la portà a Nova York el 2007 i participà en concerts i events destacats, com la visita del Dalai Lama a Barcelona. El 2011, va rebre la Medalla d'Or al Mèrit en les Belles Arts del Ministeri de Cultura d'Espanya i, el 2012, la Universitat de les Illes Balears la nomenà doctora honoris causa.

## Col·laboracions[calcitació]
Ha col·laborat, entre d'altres, amb els cantants i músics Lluís Llach, Joan Manuel Serrat, Toti Soler, Om, Quico Pi de la Serra, Rafael Subirachs, Esquirols, Martirio, Marina Rossell, Nena Venetsanou, Milton Nascimento, Alan Stivell, L'Ensemble de Musique Traditionelle de Tunis, Manel Camp, Zulfu Livanelli, Amancio Prada, Jackson Browne, Lucilla Galeazzi, Maria Farantouri, Loquillo, Joan Pons, María Dolores Pradera, Uxia, Kepa Junkera, Borja Penalba…

## Obres

### Discografia
Àlbums i EPs
- 1967: Cançons de Menorca (EP)
- 1967: Dorm Jesús (EP compartit "El Nadal no té 20 anys")
- 1968: Què volen aquesta gent? (EP)
- 1997: Primeres cançons (reedició dels 3 primers EP i el primer single. 1967-1969)
- 1969: Maria del Mar Bonet
- 1971: Maria del Mar Bonet
- 1977: Maria del Mar Bonet (reedició amb portada diferent)
- 1981: L'àguila negra (reedició incloent el tema que dona títol a l'àlbum)
- 1974: Maria del Mar Bonet
- 1975: A l'Olympia
- 1976: Cançons de festa
- 1977: Cançó catalana (compartit amb Lluís Llach amb una cara del LP per a cadascú)
- 1977: Alenar
- 1979: Saba de terrer
- 1979: Quico – Maria del Mar (amb Francesc Pi de la Serra)
- 1981: Jardí tancat
- 1982: Cançons de la nostra Mediterrània (amb Al Tall)
- 1982: Breviari d'amor
- 1985: Anells d'aigua
- 1987: Gavines i dragons
- 1989: Ben a prop (amb Manel Camp)
- 1990: Bon viatge faci la cadernera
- 1993: El·las
- 1995: Salmaia
- 1997: El cor del temps
- 1999: Cavall de foc
- 2001: Cants d'Abelone (amb Rafael Subirachs)
- 2001: Raixa
- 2004: Amic, amat
- 2007: Terra secreta
- 2010: Bellver (amb l'Orquestra Simfònica de Balears "Ciutat de Palma")
- 2011: Blaus de l'ànima, més de 20 anys ben a prop (amb Manel Camp)
- 2013: Fira encesa (recull de poemes musicats de Bartomeu Rosselló-Pòrcel)
- 2017: Ultramar
- 2020: Maria del Mar Bonet amb Borja Penalba (amb Borja Penalba)
- 2025: A l'Olympia (50 anys)

Recopilacions
- 1981: Sempre
- 1990: Coreografies
- 2003: Collita pròpia (2 CD + 1 DVD)
- 2014: Esencial (2 CD)

Singles
- 1969: Si véns prest
- 1974: Drama
- 2003: Lluna de pau (CD, amb la Coral Cantiga)

### Llibres publicats
- Bonet, Maria del Mar. Secreta veu.  Barcelona: Empúries, 1986. ISBN 978-84-7596-138-X. «Llibre de poesia amb il·lustracions de l'autora»
- Bonet, Maria del Mar. Quadern de viatge.  Columna - L'Albí, 1998. ISBN 9788483005200. «Quadern de viatge aplega totes les lletres de les cançons originals de Maria del Mar Bonet, al costat d'una tria molt representativa de les seves pintures: aquarel·les i pastels.»[16]
- Bonet, Maria del Mar. Quadern de viatge / Cuaderno de viaje. Edició bilingüe català / castellà il·lustrat amb pintures de Maria del Mar Bonet. Ayuntamiento de San Sebastián de los Reyes (Madrid), Delegación de Cultura. Departamento de Publicaciones de la Universidad Popular José Hierro, 2004. ISBN 8495710218.
- Bonet, Maria del Mar. La cuina de mumare.  Ara Llibres, 2011. ISBN 9788415224266. Arxivat 2017-01-04 a Wayback Machine.

## Guardons
- 1972: Premi I Gavina de la Costa Daurada
- 1974: Premi Siurell de Plata, “Ultima Hora” de Mallorca.
- 1974: Premi Fotogramas de Plata
- 1974: Premio Long Play de Oro 1974
- 1984: Premi Creu de Sant Jordi de la Generalitat de Catalunya.
- 1984: Premi de l'Académie Charles-Cros al Millor disc estranger editat a França.
- 1990: Premi Gabriel Alomar i Villalonga dels Premis 31 de desembre de l'Obra Cultural Balear.
- 1992: Premi Nacional de Música de la Generalitat de Catalunya.
- 1995: Premi Arts Magna de la Casa Catalana de Mallorca.
- 1996: Premi al Millor treball discogràfic per Salmaia, revista L'Espectacle.
- 1997: Medalla de la Ciutat de l'Ajuntament de Palma.
- 1999: Premi Ramon Llull del Govern de les Illes Balears.
- 1999: Premi Alzina del GOB.
- 2000: Premi a la Mejor Canción en catalán per "Com un mirall" de la IV Edición de los Premios de la Música.
- 2002: Premi al Mejor Álbum de Música Tradicional-Folk por "Raixa" de la VI Edición de los Premios de la Música.
- 2002: Mejor Álbum en Catalán por "Raixa" de la VI Edición de los Premios de la Música.
- 2002: Premi Altaveu 2002.
- 2002: Premi Enderrock de la crítica al Millor Àlbum Folk-Noves Músiques.
- 2003: Premi Luigi Tenco (Premio Tenco per operatore culturale) 2003, d'Itàlia.
- 2003: Premi ARC a la Trajectòria Artística.
- 2004: Medalla d'Or de la Ciutat de Mallorca.
- 2005: Premi de Música Ciutat de Barcelona per Amic, Amat.
- 2005: Es proclama, Dia 5 d'agost, dia de Maria del Mar Bonet a Providence, (Rhode Island) EUA.
- 2006: Premi Bartomeu Ensenyat.
- 2006: Medalla d'Or de la Ciutat de Barcelona.
- 2007: Medalla d'Or del Parlament de Catalunya als "Setze Jutges".
- 2008: Premi Maria Carta de Sardenya.
- 2009: Doctorat honoris causa per la Universitat de Lleida.
- 2010: Socarrada Major 2010 per l'Associació Cultural "Socarrats" de Vila-real.
- 2011: Premio Internacional Cubadisco de Cuba
- 2011: Medalla d'Or al Mèrit en les Belles Arts 2010
- 2011: Miquelet d'Honor per la Societat Coral el Micalet de València.
- 2015: Doctorat honoris causa per la Universitat de les Illes Balears.
- 2017: Medalla d'Or de la Comunitat Autònoma de les Illes Balears.
- 2020: Premi Comte Jaume d'Urgell, atorgat per l'Ajuntament de Balaguer (ex aequo amb el programa InfoK)[17]
- 2021: Premi Alícia a la trajectòria, atorgat per l'Acadèmia Catalana de la Música.
- 2022: Medalla d'Honor de la Xarxa Vives d'Universitats.[18]
- 2023: Medalla d'Or de la Generalitat de Catalunya, juntament amb l'editor i activista cultural Eliseu Climent i l'escriptora Marta Pessarrodona, premi anunciat el 19 de juliol[19][20] i lliurat el 7 de setembre.[21]